# A hallgatás szabálya
A hallgatás szabálya (eredeti cím: The Company You Keep) 2012-ben bemutatott amerikai politikai akció-thriller, melynek forgatókönyvírója, rendezője, producere és főszereplője Robert Redford. A forgatókönyvet Lem Dobbs írta Neil Gordon azonos című 2003-as regénye alapján. További főszereplők Susan Sarandon, Shia LaBeouf, Julie Christie, Nick Nolte, Anna Kendrick és Stanley Tucci.
Az Amerikai Egyesült Államokban, 2013, április 5-én mutatták be, Magyarországon május 9-én.
A Metacritic oldalán a film értékelése 57% a 100-ból, ami 35 véleményen alapul. A Rotten Tomatoeson A hallgatás szabálya 55%-os minősítést kapott, 111 értékelés alapján.

## Cselekmény
Az egykori Weather Underground mozgalom aktivistáját, Sharont (Susan Sarandon) váratlanul őrizetbe veszik, mert harminc évvel ezelőtt részese volt egy bizonyos bankrablásnak. Ben (Shia LaBeouf), a riporter ihletet lát a rácsok mögött lévő nő történetében, ezért elkezd nyomozgatni az egykori aktivisták után. Ennek eredményeképp bukkan rá a lányát egyedül nevelő Jimre, (Robert Redford) akit a bankrablás során megölt ember miatt vádolnak gyilkossággal, csak még nem sikerült elkapniuk. Miután Jim értesül arról, hogy Shartont letartóztatták úgy dönt, hogy a lánya biztonságának érdekében felkeresi a volt szerelmét és egyben aktivistatársát, Mimit (Julie Christie). Együtt dolgozva a riporterrel és az FBI-jal Jimnek nincs más választása, minthogy az ország különböző pontjait felkutatva keresse meg Mimit, mert ő az egyedüli személy, aki tisztázhatja őt a vádak alól.

## Szereplők
| Színész         | Szereplő                                   | Magyar hang       |
| --------------- | ------------------------------------------ | ----------------- |
| Robert Redford  | Jim Grant / Nick Sloan                     | Tahi Tóth László  |
| Shia LaBeouf    | Ben Shepard, a riporter                    | Hamvas Dániel     |
| Julie Christie  | Mimi Lurie                                 | Borbás Gabi       |
| Susan Sarandon  | Sharon Solarz                              | Kovács Nóra       |
| Anna Kendrick   | Diana, egy FBI-ügynök                      | Csuha Borbála     |
| Chris Cooper    | Daniel Sloan, Nick testvére                | Haás Vander Péter |
| Nick Nolte      | Donal Fitzgerald, Jim legjobb régi barátja | Reviczky Gábor    |
| Terrence Howard | Cornelius, egy FBI-ügynök                  | Király Attila     |
| Brendan Gleeson | Henry Osborne, egy tiszt                   | Csuja Imre        |
| Stanley Tucci   | Ray Fuller, Ben főnöke                     | Kulka János       |

## Díjak
Velencei Nemzetközi Filmfesztivál(2012)
- díj: Giovani Giurati del Vittorio Veneto Filmfesztivál Díj – Robert Redford
- díj: Nyílt díj – Robert Redford